# Казанка (Альшеєвський район)
Каза́нка (рос. Казанка, башк. Казанка) — село у складі Альшеєвського району Башкортостану, Росія. Адміністративний центр Казанської сільської ради.
Населення — 350 осіб (2010; 419 в 2002).
Національний склад:
- росіяни — 43 %